# Medaglia d'onore per la battaglia di Villiers-en-Couche
La medaglia d'onore per la battaglia di Villiers-en-Couche fu una medaglia di benemerenza dell'Impero austriaco.

## Storia
La medaglia venne istituita nel 1798 dall'imperatore Francesco II per ricompensare specificatamente otto ufficiali inglesi del 15° dragoni leggeri che si occuparono personalmente della protezione della sua persona nel corso della battaglia di Villiers-en-Couche del 24 aprile 1794.
Le medaglie, anche se non ufficialmente istituite da una proclamazione scritta, vennero conferite con una lettera di elogio datata 1º maggio 1798. Tutte le medaglie vennero assegnate appese ad una catena d'oro del peso di 280 grammi ciascuna. L'idea dell'imperatore era quella di concedere oltre a questa medaglia l'onorificenza di cavaliere dell'Ordine Militare di Maria Teresa agli otto valorosi ufficiali, ma i regolamenti dell'Ordine stesso glielo impedirono. Quando poi i regolamenti vennero modificati, tramite il governo britannico, venne infine assegnata l'onorificenza agli otto ufficiali, il 7 novembre 1800.

## Insegne
La medaglia consisteva in un disco circolare d'oro che riportava, sul diritto, il volto dell'imperatore Francesco I voltato a destra, coronato d'alloro ed accompagnato dalla scritta IMP.CAES.FRANCISCUS.II.P.F.AUG.PINC.SAXO.COB. S.R. J. SUPR.BELLI.DUX con sotto la firma dell'incisore I. N. WIRT. F. Sul retro, al centro, la medaglia riportava la scritta FORTI. BRITANNO. / IN. EXERCITV. FOED. / AD CAMERACVM. / XXIV. APR. MDCCXCIV con sotto due piccoli rami d'alloro incrociati.
Il nastro della medaglia era assente in quanto sospesa come si è detto su apposita catena d'oro.